# Vitakridrinda sulaimani
La vitakridrinda (Vitakridrinda sulaimani) è un dinosauro carnivoro appartenente agli abelisauri. Visse nel Cretaceo superiore (Maastrichtiano, circa 70 milioni di anni fa) e i suoi resti fossili sono stati ritrovati in Pakistan.

## Descrizione
Questo dinosauro è noto per alcuni fossili molto parziali provenienti dalla formazione Pab, nel Balochistan. Questi fossili includono frammenti di cranio (scatola cranica parziale, premascella, mascella, nasale parziale, palatino e denti) e di due femori; una ricostruzione dettagliata dell'animale è quindi impossibile. Il cranio, secondo l'autore della descrizione (Malkani, 2006), mostra alcune particolarità non riscontrabili in altri dinosauri teropodi: l'apertura nasale, ad esempio, era completamente racchiusa nell'osso premascellare. 
Come tutti gli abelisauri, Vitakridrinda doveva essere un grosso carnivoro bipede, dagli arti posteriori potenti e dal grande cranio.

## Classificazione
Vitakridrinda è stato descritto per la prima volta nel 2004, nell'ambito di uno studio sui dinosauri rinvenuti nel Cretaceo superiore in Pakistan. Successivamente lo stesso autore ha pubblicato un altro articolo (Malkani, 2006) con una descrizione più particolareggiata dell'animale. In realtà Vitakridrinda è un dinosauro sostanzialmente sconosciuto, i cui resti fossili rimangono frammentari e scarsamente illustrati. Malkani ha accostato Vitakridrinda alla famiglia degli abelisauridi, un gruppo di dinosauri teropodi di grandi dimensioni ritrovati principalmente nei continenti meridionali. 